# Spanish
«Spanish» (с англ. — «Испанский») — песня британского R&B исполнителя Крейга Дэвида. Она была написана Дэвидом, Тревором Генри и Энтони Маршаллом для его второго студийного альбома Slicker Than Your Average (2002), продюсером которого был последний. Песня была выпущена в качестве четвёртого сингла с альбома и стала десятым хитом в десятке лучших в UK Singles Chart, заняв 8-е место и продержавшись шесть недель в топ-75. В «Spanish» Дэвид впервые включил в свою музыку испанские элементы, в том числе с участием испанского рэпера Duke One. В Австралии «Spanish» не выпустили, а вместо него в качестве четвёртого сингла выпустили «World Filled With Love».

## Клип
Клип на песню «Spanish» был снят командой Calabazitaz.

## Список композиций
| №  | Название                                             | Автор(ы)                                  | Producer(s) | Длительность |
| -- | ---------------------------------------------------- | ----------------------------------------- | ----------- | ------------ |
| 1. | «Spanish» (Radio Edit)                               | Craig David Trevor Henry Anthony Marshall | Marshall    | 4:44         |
| 2. | «What's Your Flava?» (Live from Down Under)          | David Henry Marshall                      |             | 4:35         |
| 3. | «Candle in the Wind» (Live from The Old Vic, London) | Elton John Bernie Taupin                  |             | 3:31         |

| №  | Название                                                   | Автор(ы)             | Producer(s)                                    | Длительность |
| -- | ---------------------------------------------------------- | -------------------- | ---------------------------------------------- | ------------ |
| 1. | «Spanish» (Radio Edit)                                     | David Henry Marshall | Marshall                                       | 3:38         |
| 2. | «Spanish» (Blacksmith R&B Rerub)                           | David Henry Marshall | David Henry Marshall Blacksmith [a]            | 4:35         |
| 3. | «Spanish» (Rishi Rich Desi Kulcha Remix featuring Juggy D) | David Henry Marshall | David Henry Marshall Rishi Rich [a]            | 4:46         |
| 4. | «Spanish» (Jon Riley Club Mix)                             | David Henry Marshall | David Henry Marshall Danny D [a] Jon Riley [a] | 5:36         |

## Хит-парады
| Хит-парад (2003—2004)                      | Высшая строчка |
| ------------------------------------------ | -------------- |
| Австралия (ARIA)                           | 60             |
| Бельгия/Фландрия (Ultratip Bubbling Under) | 4              |
| Бельгия/Валлония (Ultratip Bubbling Under) | 3              |
| Венгрия (Editors' Choice Top 40)           | 26             |
| Ирландия (IRMA)                            | 31             |
| Нидерланды (Dutch Top 40 Tipparade)        | 11             |
| Нидерланды (Single Top 100)                | 83             |
| Швейцария (Schweizer Hitparade)            | 39             |
| Шотландия (OCC Scotland)                   | 23             |
| Великобритания (OCC UK Singles)            | 8              |
| Великобритания (OCC UK Hip Hop/R&B)        | 3              |

## История выпусков
| Страна         | Дата         | Формат           | Лейбл             | Ref.   |
| -------------- | ------------ | ---------------- | ----------------- | ------ |
| Великобритания | 28 июля 2003 | Digital download | Wildstar Atlantic | [ 12 ] |